# Rick Perry
Rick Perry (sinh ngày 4 tháng 3 năm 1950) là một nhà chính trị Hoa Kỳ. Ông đương nhiệm là Bộ trưởng Năng lượng Hoa Kỳ. Ông nắm giữ chức vụ này từ ngày 2 tháng 3 năm 2017 dưới sự bổ nhiệm của Tổng thống Donald Trump. Ông là đảng viên Đảng Cộng Hòa Hoa Kỳ. Được bầu làm Phó Thống đốc Texas năm 1998, ông đã nhậm chức Thống đốc vào tháng 12 năm 2000 khi đương kim Thống đốc khi đó là George W. Bush từ chức để trở thành Tổng thống Hoa Kỳ.